# Damoth Thongkhamsavath
Damoth Thongkhamsavath (sinh 13 tháng 4 năm 2004) là một cầu thủ bóng đá Lào, chơi ở vị trí tiền vệ cho câu lạc bộ Đông Á Thanh Hóa ở giải vô địch Việt Nam và đội tuyển Lào.

## Sự nghiệp câu lạc bộ
Năm 2023, Damoth chơi cho Ezra. Anh góp công vào chức vô địch quốc gia đầu tiên của câu lạc bộ mùa bóng 2024–25 và được bình chọn là "Cầu thủ xuất sắc nhất giải".
Ngày 12 tháng 3 năm 2025, Damoth ký hợp đồng với câu lạc bộ Đông Á Thanh Hóa ở giải vô địch Việt Nam, trở thành cầu thủ Lào đầu tiên chơi bóng ở Việt Nam.

## Sự nghiệp quốc tế
Damoth khoác áo đội tuyển Lào dự Giải vô địch bóng đá ASEAN 2024.

## Đời tư
Damoth sinh ra ở Lào, là người gốc Việt. Ông bà anh là người Việt trước ở tỉnh Quảng Bình.

## Thống kê thành tích

### Quốc tế
Tính đến 18 tháng 12 năm 2024
| Đội tuyển quốc gia | Năm       | Trận đấu | Bàn thắng |
| ------------------ | --------- | -------- | --------- |
| Lào                | 2022      | 1        | 0         |
| Lào                | 2023      | 4        | 0         |
| Lào                | 2024      | 6        | 0         |
| Tổng cộng          | Tổng cộng | 11       | 0         |

## Danh hiệu
Ezra
- Lao League 1: 2024–25
- Prime Minister's Cup: 2024–25

Cá nhân
- Cầu thủ xuất sắc nhất Lao League 1: 2024–25